# محمد الحارثي (مهندس)
محمد الحارثى خبير في تكنولوجيا المعلومات ( نوفمبر 2022 ) وخبير في أمن المعلومات ( ديسمبر 2022 )
والمدير التنفيذي لشركة سيميكولون ( مايو 2023 ) والمدير التنفيذي لشركة ساندكس للاستشارات ( ديسسمبر 2022 ) والعضو المنتدب السابق للمجموعة المصرية للخدمات والدفع الالكتروني خدماتي ( ابريل 2021 ) ومحاضر دولي في تكنولوجيا المعلومات ومتحدث في العديد من المؤتمرات الدولية والمحلية المتخصصة في تكنولوجيا المعلومات وأمن المعلومات ( اغسطس 2023 )

## حياته العملية
صحفي وخبير في تكنولوجيا المعلومات وخبير في أمن المعلومات واستشاري متخصِّص في مجال الإعلام الرقمي.
يمتلك الكثير من الخبرة في قطاعي تكنولوجيا المعلومات والاتصالات والتسويق الإعلامي ، وقام بالإشراف على العديد من المشاريع الوطنية ، وشارك في تطوير شراكات تطوير الأعمال ، وعمل في العديد من المشاريع الإستراتيجية بما في ذلك مشاريع التحول الرقمي للدولة المصرية . وشارك في تنظيم العديد من المؤتمرات الإقليمية والدولية ، مثل منتدى شباب العالم ومؤتمر القاهرة الدولي لتكنولوجيا المعلومات.
وله العديد من المشاركات في وسائل الإعلام المصرية والعربية والدولية لمناقشة مجموعة متنوعة من الموضوعات بما في ذلك تطوير شركات القطاع الخاص ، واستراتيجيات التحول الرقمي ، وأهمية الامتثال للقوانين التنظيمية. بالإضافة إلى ذلك ، فقد ساعد في إنتاج أفلام وثائقية لعبت دورًا مهمًا في المحافل الإقليمية والدولية.
علاوة على ذلك ، قام بإعداد استراتيجيات الاتصال والإعلام للعديد من المبادرات الرئاسية .

## وصلات خارجية
- مقالات محمد الحارثى في صدي البلد
- مقالات محمد الحارثى في الاهرام
- مقالات محمد الحارثى في ictbusiness
- مقالات محمد الحارثى في اخبار اليوم
- مقالات محمد الحارثى في التكنولوجيا واخبارها